# 건강 25시
《건강 25시》는 ITV 인천방송에서 1998년에 방영되었던 건강정보 프로그램이다.